# Camignolo

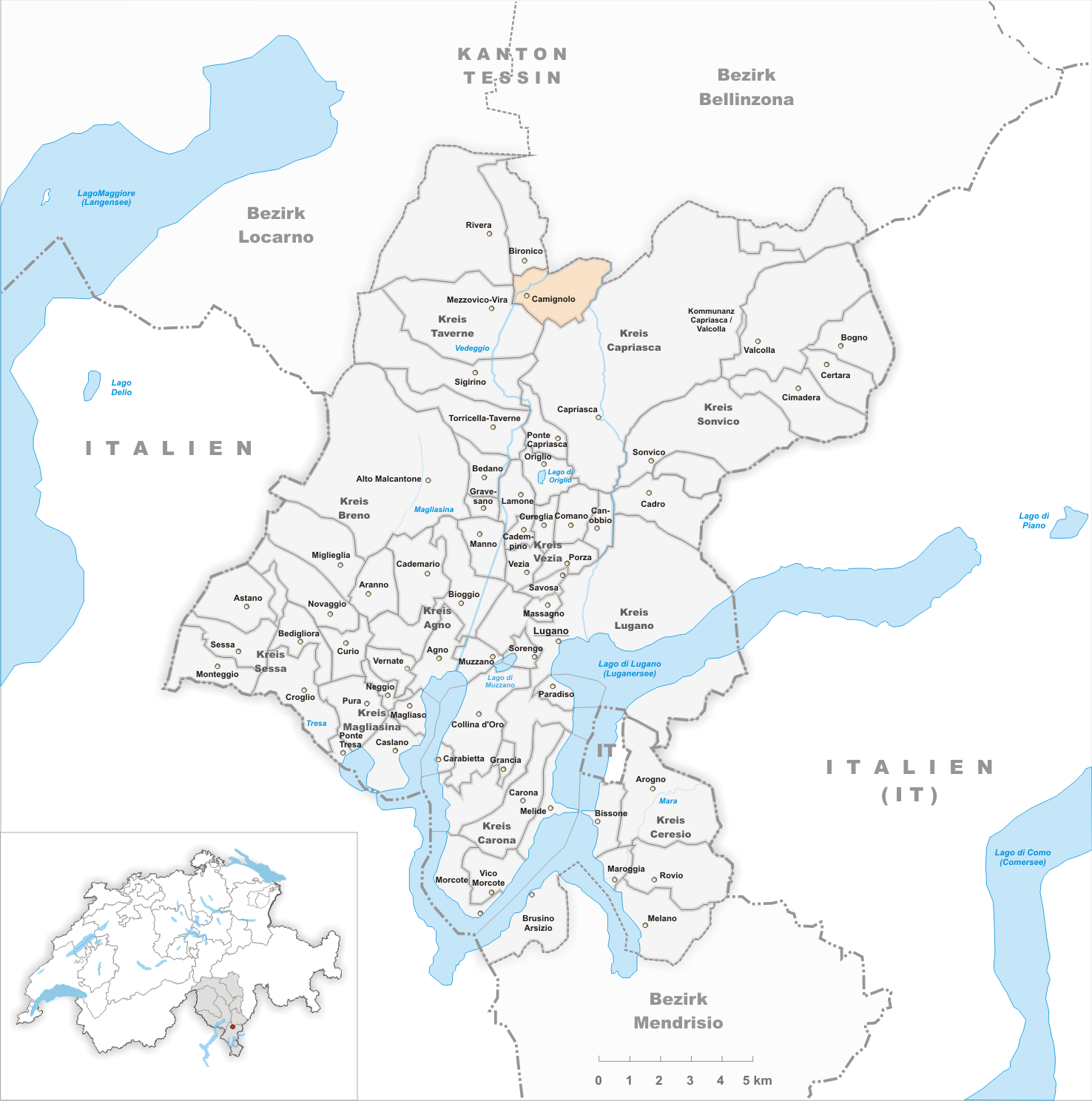
Gemeindestand vor der Fusion am 20. November 2010

Werner Friedli: Camignolo und Bironico, historisches Luftbild (1946)

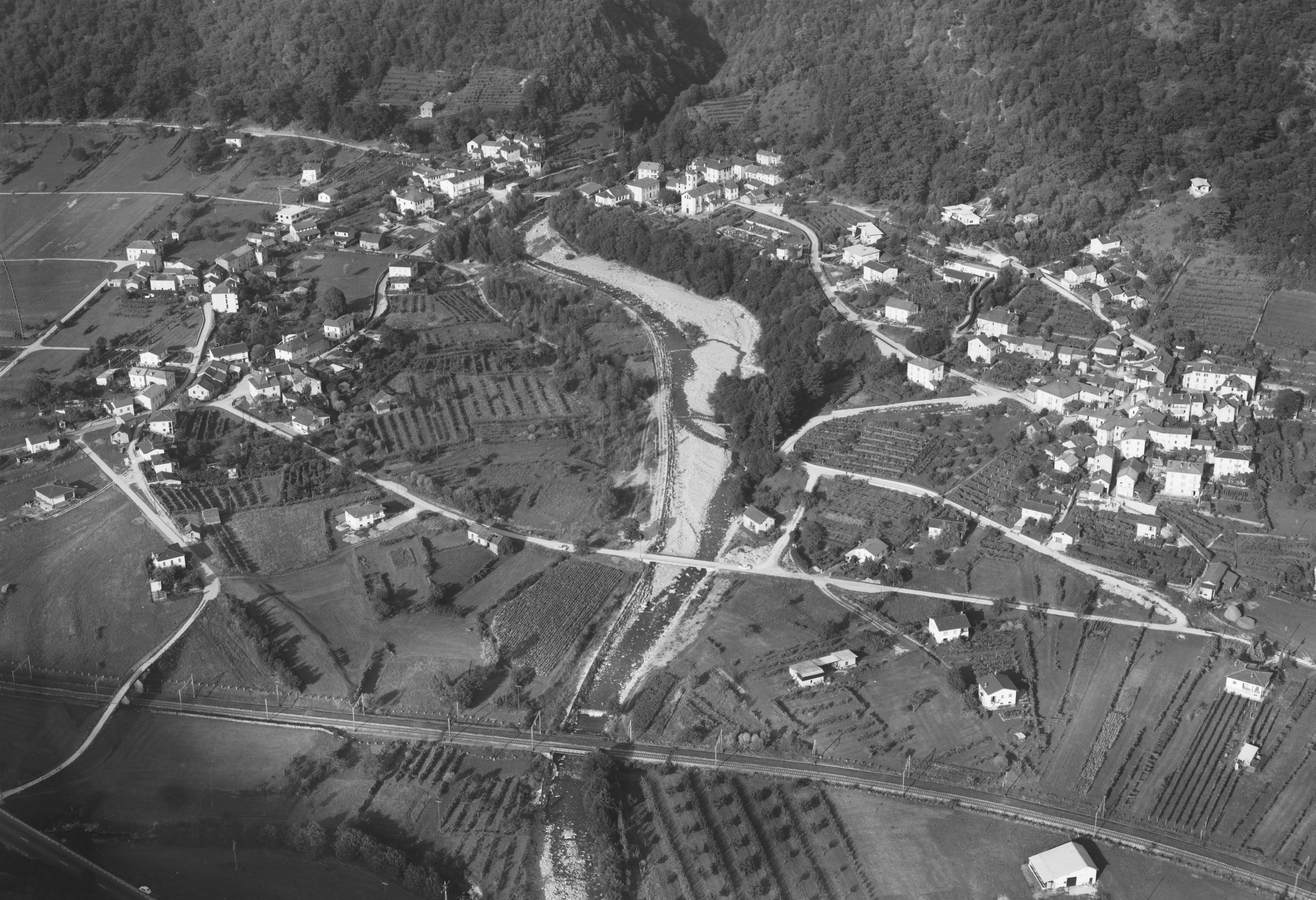
Werner Friedli (Fotograf): Camignolo, historisches Luftbild (1964)

Camignolo war bis zum 20. November 2010 eine politische Gemeinde im Kreis Taverne, im Bezirk Lugano des Kantons Tessin in der Schweiz.

## Geographie
Dorf bei der Brücke über den Vedeggio, am Ausgang des Val d’Isone. Das Gebiet Camignolos erstreckt sich über die linke Talseite hinauf bis nach Gola di Lago und umfasst auch die Alpe Santa Maria di Lago.

## Geschichte
Das Dorf erhielt 1205 von Heinrich Rusca Waldungen mit der Verpflichtung, die Sankt Martinskirche in Bironico und die Sankt Leonhardskirche in Robasacco zu unterhalten; diese Verpflichtung fiel 1809 dahin. Die Kathedrale von Como besass hier Güter. Die Rusca bauten dort zu Anfang des 15. Jahrhunderts das Schloss Sant’Ambrogio, vermutlich an der Stelle eines frühem Gebäudes; es gehörte zu den Festungswerken des Vedeggio und wurde gegen 1518 von den Eidgenossen zerstört. In der ersten Hälfte des 15. Jahrhunderts war Camignolo eine Gemeinde und stellte dem Herzog von Mailand 12 Soldaten. 1484 wurde es von der Pest heim gesucht.
Am 25. November 2007 wurde die Fusion der sieben Gemeinden im Vedeggiotal von den Stimmberechtigten von fünf Gemeinden gutgeheissen: Bironico, Camignolo, Medeglia, Rivera und Sigirino hätten sich demnach zur Gemeinde Monteceneri zusammenschliessen müssen. Isone und Mezzovico-Vira lehnten die Fusion ab. In der Folge verzichtete der Staatsrat darauf, dem Grossen Rat eine zwangsweise Fusion der beiden ablehnenden Gemeinden zu beantragen. Die Gemeinde Monteceneri wurde deshalb lediglich aus den fünf zustimmenden Gemeinden gebildet.
Camignolo ist auf den 21. November 2010 mit den Gemeinden Bironico, Medeglia, Rivera und Sigirino zur neuen Gemeinde Monteceneri fusioniert. Camignolo bildet aber nach wie vor eine eigenständige Bürgergemeinde.

## Bevölkerungsentwicklung
Einwohnerzahlen: Volkszählungsdaten

## Sehenswürdigkeiten
- Pfarrkirche Santi Pietro und Paolo[6]
- Oratorium Sant’Ambrogio[6]
- Oratorium Madonna di Lourdes[6]
- Wohnhaus Mora (1830)[6]
- Wohnhaus Venturelli im Ortsteil Camignöö da föra[6]

## Persönlichkeiten
- Giovanni Battista Belli-Bernasconi (* 1770 in Camignolo; † 17. November 1827 in Sankt Petersburg), Architekt in Russland. Seit 1801 in Sankt Petersburg tätig, unterbreitete er 1809 einen Entwurf für die Neugestaltung der Isaakskathedrale, deren Bau bereits 1760 von Antonio Rinaldi begonnen und später von Vincenzo Brenna fortgesetzt worden war. Der Auftrag ging jedoch an den französischen Architekten Auguste de Montferrand. Im Inneren befinden sich Fresken von Fedele Baroffio-Bruni aus Mendrisio. Dennoch erhielt Giovanni für dieses und andere Projekte grosse Anerkennung und wurde 1814 zum Mitglied der Akademie ernannt. Offenbar hatte er viele Aufträge und arbeitete auch mit Architekten wie Giacomo Quarenghi und Tommaso Adamini der Ältere aus Agra TI zusammen.[7]
- Vittorio Dellea (* 1941 in Mezzovico), Maler, Bildhauer, Bergkristallfinder[8][9]